# 随應院
随應院（ずいおういん）は、愛知県豊田市寺部町4-31にある浄土宗の寺院。山号は極楽山。蓮の名所として知られている。

## 歴史
文明11年（1479年）、松平親忠が三河国加茂郡力石（現・愛知県豊田市力石町）に極楽山不遠寺浄土院と号す寺を創建したことに始まる。長享2年（1488年）、寺部城初代城主鈴木重時が勧学院文護寺跡と伝わる現在地に移転し、香華寺を建立した。
慶安5年（1652年）、渡辺治綱が母である随應院殿の三十三回忌法要を行った際、境内を整備し寺号を極楽山不遠寺随應院と改めた。
1910年（明治43年）、堂宮大工の小野田又蔵によって鐘楼門が建立された。

## 境内
本堂西側には、随應院殿を始めとする渡辺家奥方や三河鈴木氏の墓がある。
本堂には、松平親忠が寄進した本尊阿弥陀如来像が祀られている。

## 文化財

### 豊田市指定史跡
- 随應院渡辺家墓所[5]

## ギャラリー

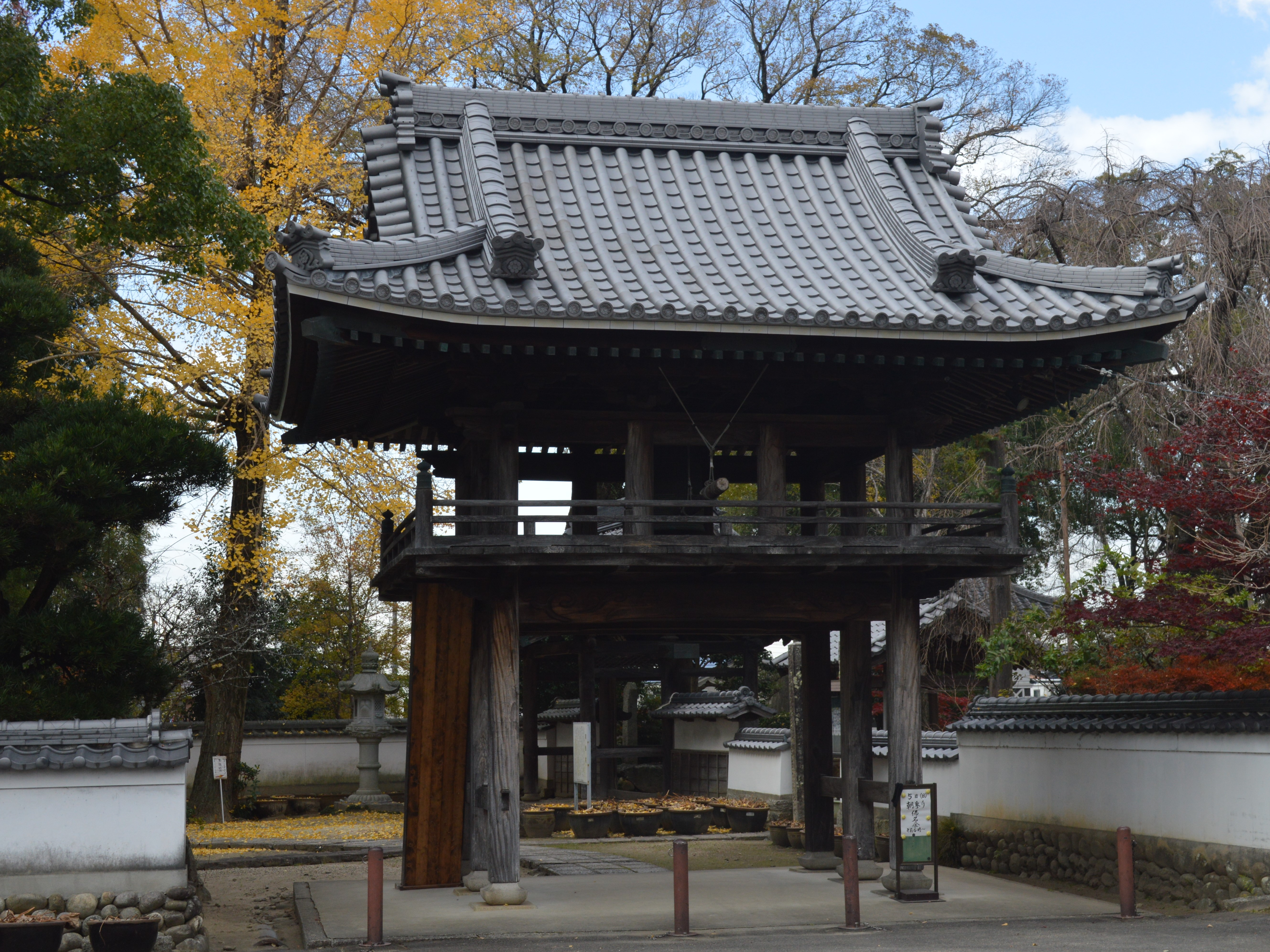
鐘楼門
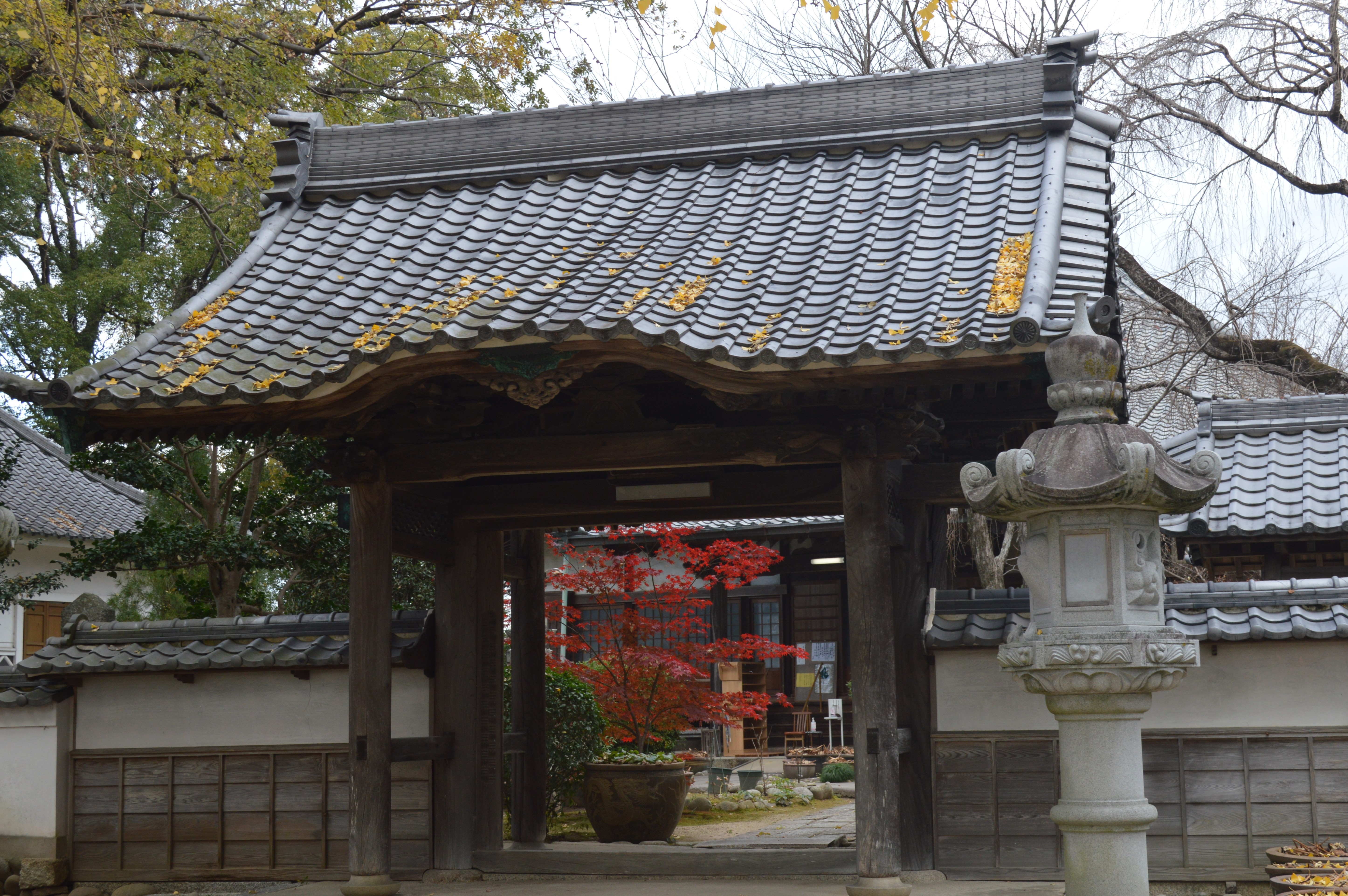
中門
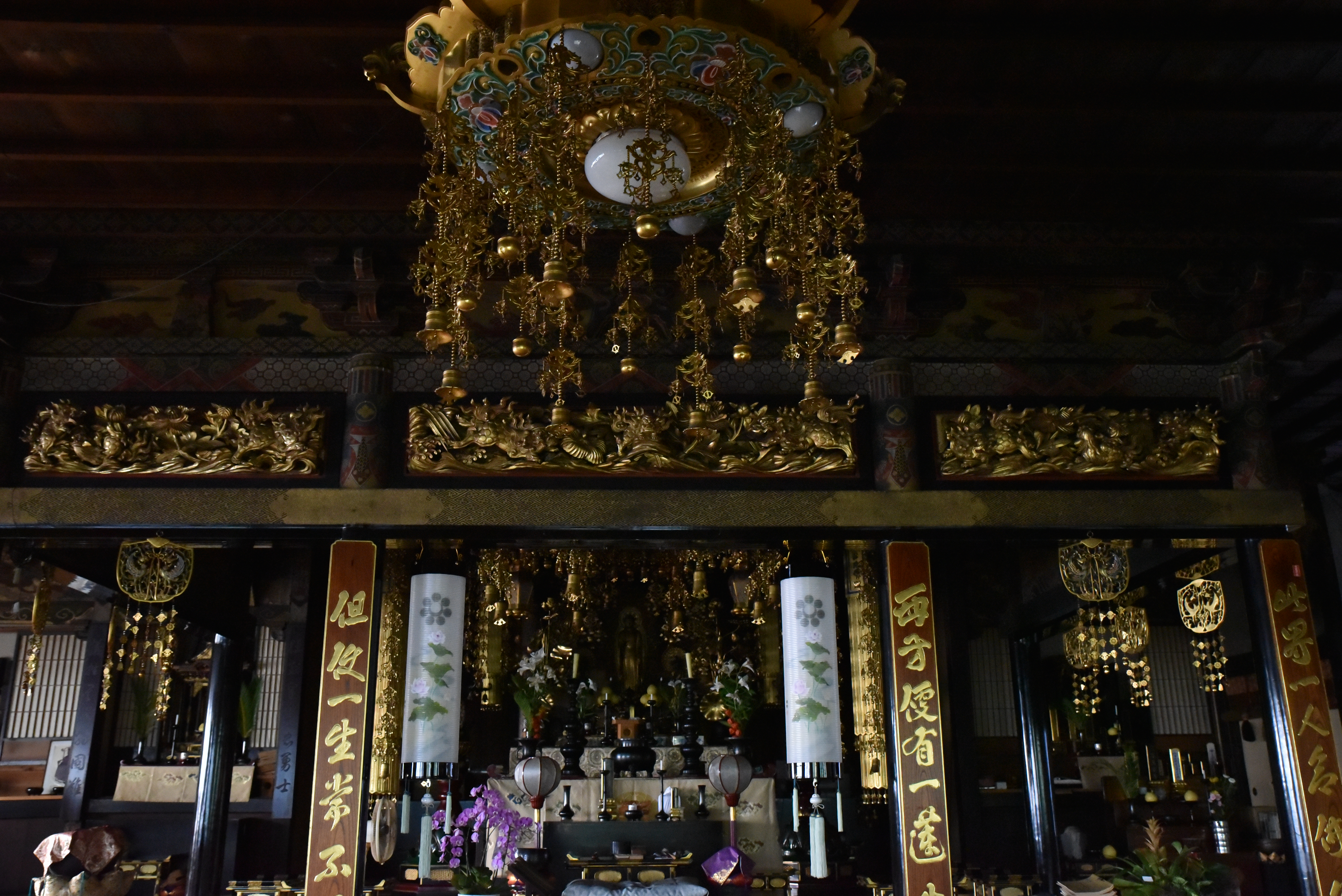
本堂内陣
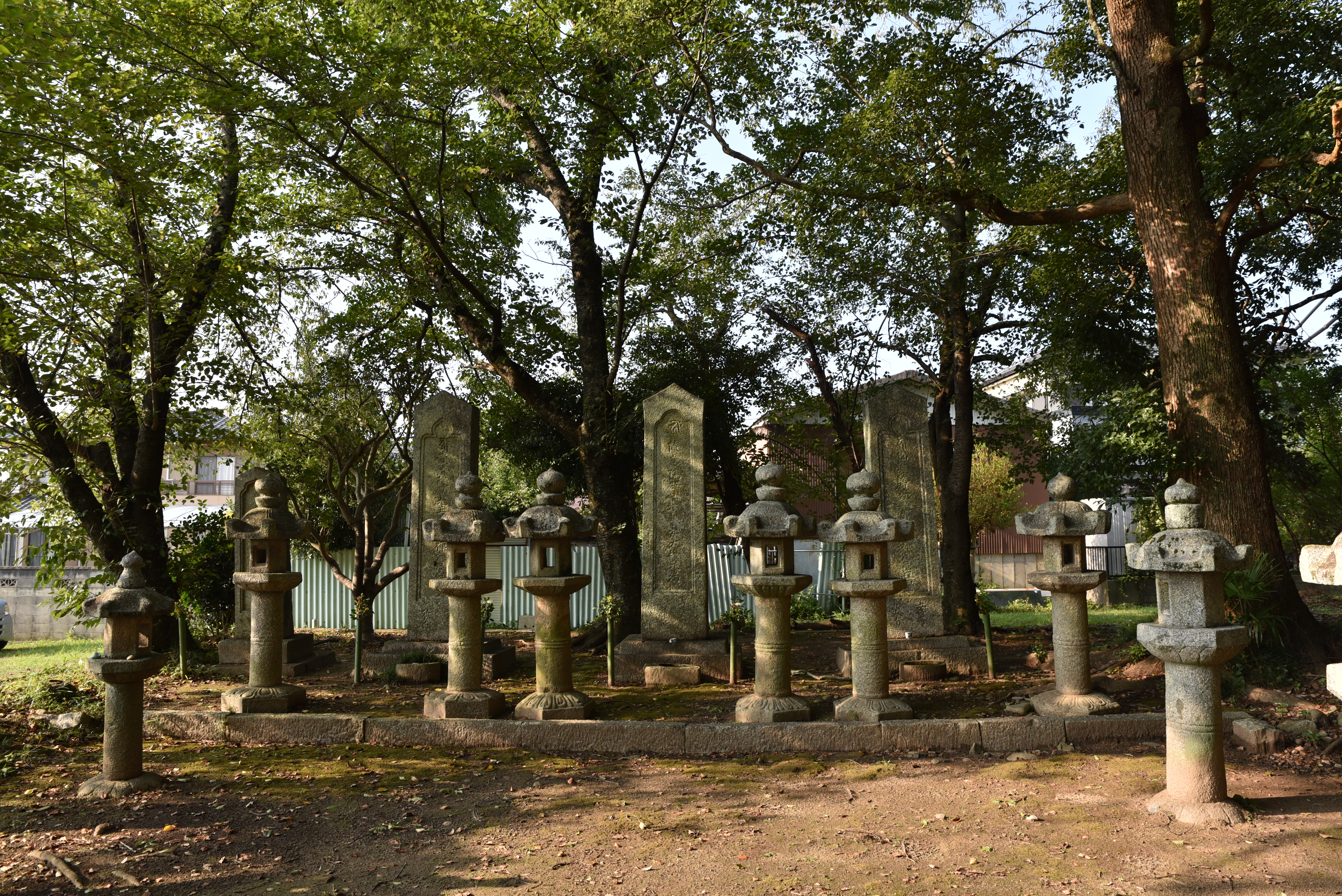
渡辺家墓所